# Richard Dixon (Segler)
Richard Travers Dixon (* 20. November 1865 in Sydney, Australien; † 14. November 1949 in Falmouth) war ein britischer Segler.

## Erfolge
Richard Dixon, der beim Royal Southampton Yacht Club segelte, wurde 1908 in London bei den Olympischen Spielen in der 7-Meter-Klasse Olympiasieger. Da die Heroine, deren Eigner und Skipper Charles Rivett-Carnac war, nach dem Rückzug des einzigen Konkurrenzbootes als einziges Boot am Wettbewerb teilnahm, genügte ihr in zwei Wettfahrten die Zieleinfahrt für den Gesamtsieg. Zur Crew der Heroine gehörten zudem Norman Bingley und Rivett-Carnacs Ehefrau Frances. Mit dem Segelsport begann Dixon im Jahr 1895 und nahm im Laufe der nächsten 50 Jahre an über 1000 Regatten teil. Er gehörte zu den Gründungsmitgliedern der Royal Yachting Association, in deren Vorstand er von 1900 bis 1938 aktiv war.
Dixon besuchte die Harrow School und die Royal Military Academy Woolwich, ehe er 1885 als Lieutenant der Royal Engineers in die British Army eintrat. Im Rang eines Captain verließ er 1897 die British Army zunächst, kehrte aber im Ersten Weltkrieg in den aktiven Dienst zurück.